# Nueva Granada (El Salvador)
Nueva Granada es un distrito del municipio Usulután Norte en el departamento de Usulután, El Salvador. De acuerdo al censo oficial del 2024, tiene una población de 7.278 habitantes.

## Historia
La población de Nueva Granada fue fundada en el año 1854, y a su jurisdicción resultó incorporada a la Hacienda de Nuevo Carrizal. 
En el 24 de abril de 1907, la Asamblea Nacional Legislativa emitió un decreto legislativo que segregó de la jurisdicción de Estanzuelas las haciendas Gualcho y Jocomontique y las anexó a la de El Triunfo; también decretó que la línea de demarcación entre ambas poblaciones sería la que determinó el Ingeniero Oficial nombrado por el gobierno para separar las tierras de la hacienda Jocomontique de las tierras ejidales de Estanzuelas; el decreto fue sancionado por el presidente Fernando Figueroa en el 4 de mayo.
A principios del siglo XX, este poblado pidió al gobierno salvadoreño el reconocimiento como pueblo, solicitud que fue efectiva. En el 15 de mayo de 1907 la Asamblea Nacional Legislativa emitió un decreto legislativo que erigió en pueblo el caserío El Carrizal, con el nombre de Nueva Granada; este se segregó de la jurisdicción de El Triunfo. El decreto fue sancionado por el presidente Figueroa en el siguiente día, 16 de mayo. El decreto ejecutivo que precisó los límites jurisdiccionales del pueblo fue emitido en el 26 de agosto de 1907; sus límites eran: por el oriente, con la quebrada Los Zapotes o de El Triunfo, en toda su extensión de sur a norte; al norte, con terrenos de las haciendas Gualcho y Jocomontique de oriente a poniente hasta llegar a una quebrada seca denominada El Aguacate o de Lepaso; al poniente, por esta misma quebrada aguas arriba, hasta llegar a un punto denominado Rincón de Mariano Ayala y Esteban Bermúdez, y de allí, en línea recta y hacia el sur, hasta encontrar el camino vecinal que de El Triunfo conduce a Mercedes Umaña; y al sur, con ese mismo camino, en toda su extensión, de poniente a oriente hasta la quebrada de los Zapotes o de El Triunfo. El mismo decreto del 26 de agosto señaló el primer domingo de septiembre para que la Municipalidad del pueblo de El Triunfo proceda a la elección de un alcalde, dos regidores y un síndico que formarán la municipalidad de Nueva Granada.
Adquirió el título de villa el 25 de agosto de 1955.
El año 1916 fue anexada al municipio la hacienda de Gualcho y la hacienda Jocomontique.

### Historia reciente
Entre julio de 2018 y febrero de 2019, fue construida la obra de una unidad de salud, puso la primera piedra el viceministro de salud, Robles Ticas en el 23 de agosto de 2018; La Unidad Comunitaria de Salud Familiar Intermedia (UCSFI) fue inaugurada por autoridades del Ministerio de Salud y la Agencia Española de Cooperación Internacional y autoridades locales en el 7 de marzo de 2019; el proyecto tenía un monto de $280,000; la mayoría de los fondos fueron aportados por la cooperación española a través de la organización Medicus Mundi, quienes gestionaron la obra, y quien puso los fondos fue la embajada de España, siendo el embajador Federico de Torres.
En abril de 2019, el municipio de Nueva Granada fue declarado "Libre de Analfabetismo" por haber logrado una tasa de alfabetización de 96.3% según estadísticas del Ministerio de Educación, Ciencia y Tecnología; esto posicionó como el municipio 139 libre de analfabetismo.

## Información general
El distrito tiene un área de 89,73 km², y la cabecera una altitud de 350 m s. n. m.
Este municipio está situado en la sexta posición de los distritos más pobres a nivel de todo El Salvador 
Cuenta con una subdivisión en diferentes cantones como lo son Isletas, El Carrizal, Azacualpia de Gualcho, Palomía de Gualcho, Azacualpía de Joco, Jocomontique, San José, El Amatillo, Lepaz y Las Llaves, el cantón más grande del distrito. Al lado norte de este distrito se encuentra el embalse de la presa 15 de septiembre, donde más de 50 familias viven de la pesca artesanal.

## Cultura

### Patrimonio

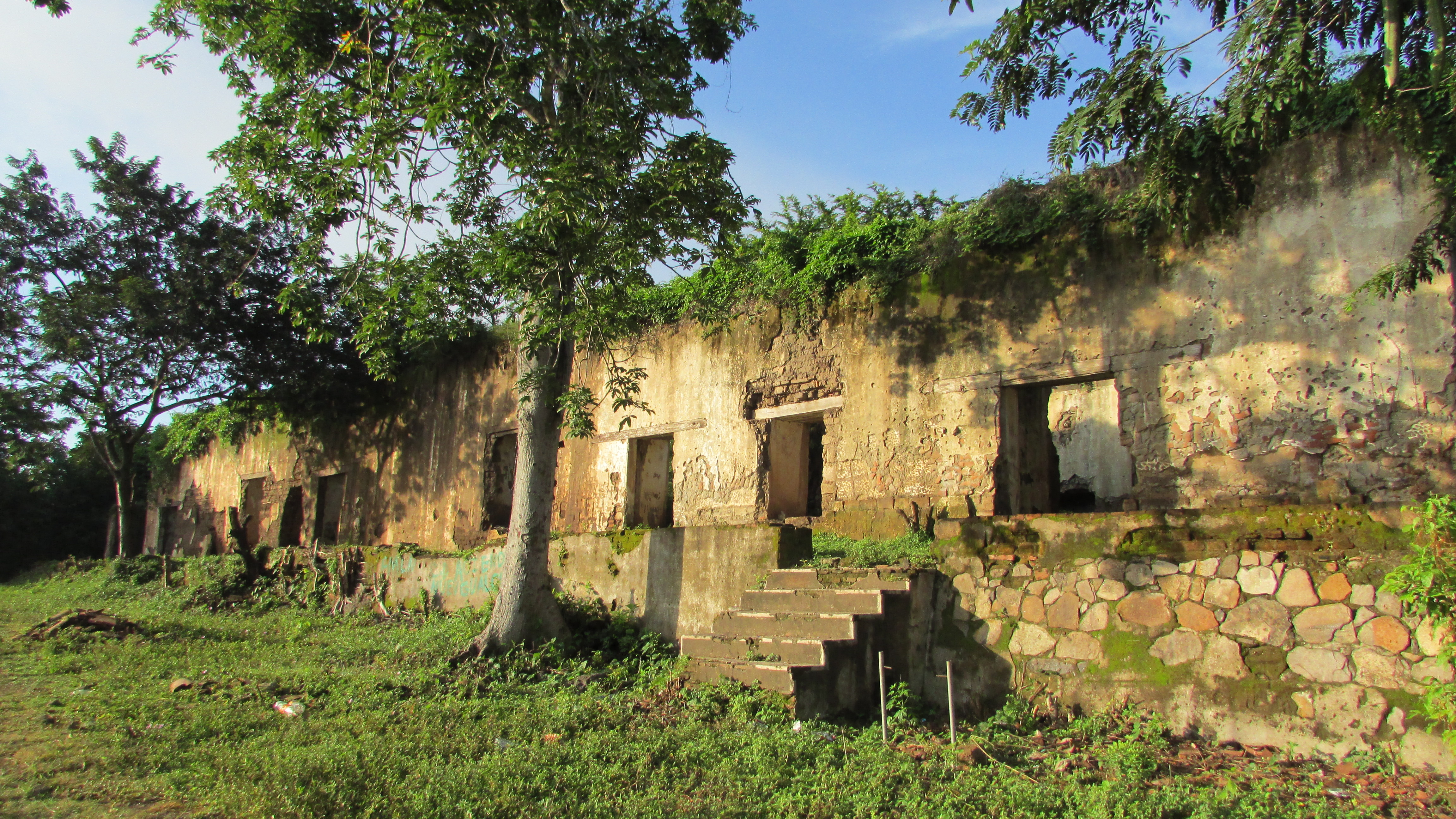
Ruinas de la Hacienda El Gualcho

El distrito cuenta con las calles, fachadas de edificios y contexto urbano del centro histórico de Nueva Granada como su patrimonio.
Tiene en su jurisdicción la Hacienda El Gualcho, donde Francisco Morazán libró una de sus célebres batallas, la Batalla de la Hacienda Gualcho. Otra hacienda notable es la Hacienda Jocomontique, el lugar de fallecimiento de Antonio José Cañas.

### Patrimonio cultural inmaterial

#### Festividades
Las fiestas patronales se celebran en el mes de julio en honor a Santa Ana.

### Medios de comunicación
Nueva Granada es la sede del Radio Izcanal, fundada en la comunidad Nuevo Gualcho por el español José Luis Gavira en el 14 de febrero de 1993; el radio promueve la comunicación y educación popular.